# Слана бара
Слана бара је градска четврт у Новом Саду.

## Име
Насеље је добило име по некадашњој мочвари која се овде налазила. Остаци ове мочваре и данас су видљиви у каналу дуж Сентандрејског пута.

## Положај насеља
Слана бара се налази у северном делу града, између Видовданског насеља на југу, Клисе на северу и западу и Великог рита и Малог Београда на истоку.
Западну границу Слане баре чини Сентандрејски пут (према другом тумачењу Клисански пут), северну границу чини Зеленгорска улица (према другом тумачењу улица Паје Радосављевића), источну границу чини Темерински пут, док јужну границу чини Приморска улица.
У административном смислу, Слана бара је део месне заједнице „Слана бара“, која, поред овог насеља обухвата и јужни део насеља Клиса, као и Индустријску зону север.
Према неким тумачењима, Слана бара обухвата и јужне делове насеља Клиса (све до улице професора Грчића на западу), док је, према другим тумачењима, и сама Слана бара део насеља Клиса.

## Историја
На локалитету Клиса-Слана бара заступљени су налази из бронзаног доба (2.000-950. године п. н. е), када су се одиграли крупни догађаји у свим сферама живота. Технолошки развој у металургији (ливење бронзе) условио је напредак у грађевинарству, земљорадњи, грнчарству и другим областима.
У средњем веку, на подручју данашње Слане баре постојало је насеље Бивало (Биваљош). Ово је било велико насеље словенског живља које датира из периода сеобе народа (5-6. век), а и само име насеља је словенског порекла. Насеље Биваљош се помиње 1237. године у повељи угарског краља Беле IV, а у 14. веку је страдало од татарских хорди. У турско доба (16-17. век), Биваљош се помиње као пустара, на којој живе људи, али не у урбанизованом облику. Према турским подацима из 1554. године, у Биваљошу је пописана једна кућа која је плаћала порез. Овде се мора напоменути да су тадашњи турски пописи бележили искључиво хришћанско (српско) становништво које је било дужно да плаћа порез. Муслиманско становништво, за које се такође зна да је живело на овим просторима, било је ослобођено плаћања пореза, а порез нису плаћали ни неки Срби (уколико су, рецимо, били у турској служби), тако да је број становника на овом подручју сигурно био већи. Биваљош се последњи пут помиње 1701. године као пустара која је служила за испашу стоке.
У последњој деценији 19. века, на Сланој бари су се населили први становници - румунски Роми коритари, који су живели код Будисаве, док није раскрчена тамошња велика шума. У овом првобитном насељу живело је око 1.000 становника. Овим Ромима су се, затим, придружили досељеници из Иванова код Панчева, такође румунски Роми, звани Буњаши. Почетком 20. века поред Темеринског пута почела је градња првих кућа потоњег насеља Слана бара.
1921. године, после Првог светског рата, градска управа је донела одлуку о насељавању Слане баре и поделила плацеве сиромашним породицама. Изградња Међународног пута и моста преко канала 1936-38, олакшала је везу насеља са градом, а после тога је изграђен и већи број нових кућа, тако да су се већ пре рата 1941. године назирале контуре будућих улица. Становници насеља су 1938. године основали Удружење за улепшавање Слане баре. У центру насеља откривен је 1939. године камени крст висок три метра, у знак сећања на оснивање насеља, а Петровдан је проглашен месном славом.
За време мађарске окупације (1941-1944), Сланобарци су се укључили у покрет отпора. Многи младићи и девојке су учествовали у диверзантским и пропагандним акцијама. Велики број илегалаца је био похапшен и осуђен на робију, а многи су страдали у рату. После ослобођења знатно је нарастао број житеља у насељу, а масовно се досељавају породице из Босанске Крајине, нарочито са извора реке Сане.

## Становништво
Према подацима предузећа ЈКП Информатика Нови Сад, на подручју месне заједнице „Слана бара“ живи 7.507 становника (2010. година).  Архивирано на веб-сајту  (20. мај 2010)
На Сланој бари данас има око 300 румунских Рома.

## Јавне установе
Већ 1945. године, у насељу је отворен Дом културе, а ту се данас налази огранак Градске библиотеке. Уређен је и дом пензионера. На Сланој бари се налази основна школа „Душан Радовић“, вртић „Бубамара“, као и црква Вазнесења Господњег. Крсна слава МЗ „Слана бара“ је Петровдан који се прославља 12. јула. У насељу постоје и амбуланта и апотека, као и полицијска станица. Дом културе је адаптиран и у њему је 1956. смештен биоскоп. На територији Слане баре од 2000. године делује приватна радио-станица "Делта", у којој је касније инсталирана и опрема за истоимену ТВ станицу и уведен је целодневни културно-забавни и информативни програм.

## Спорт
На Сланој бари је изграђен модеран спортски центар. Фудбалски клуб је 1950. године обновљен под именом „Сланобарац“, да би му 1953. године било враћено име "Пролетер". ФК Пролетер се данас такмичи у Првој лиги Србије, а игралиште овог клуба, стадион Слана Бара, налази се у јужном делу Клисе, односно западном делу Слане баре.
Рукометни клуб „Војводина“, члан Супер лиге Србије, вишеструки победник Купа Србије и Првак Србије од 2011. године тренира и одиграва утакмице у Хали Слана Бара на Сланој Бари.

## Саобраћај
Поред Слане баре пролазе два веома важна пута – Темерински пут, који центар града повезује са ауто-путем Е-75 и Темерином, и Сентандрејски пут, који води до магистралног правца ка Суботици. Неке од најзначајнијих улица су: Темерински, Сентандрејски и Клисански пут, улица Приморска, Паје Радосављевића.
Са центром града и местима северно од Новог Сада Слана бара је повезана линијама јавног превоза 1, 5, 32, 33.

## Галерија
- Нова православна црква на Сланој бари
- Старија православна црква барака на Сланој бари
- Спортски центар на Сланој бари
- Спортски центар на Сланој бари
- Игралиште фудбалског клуба Пролетер у западном делу Слане баре (јужном делу Клисе)
- Улица на Сланој бари
- Улица у западном делу Слане баре (јужном делу Клисе)
- Улица у западном делу Слане баре (јужном делу Клисе)